# Marquesado de San Miguel de Aguayo

Escudo municipal de la localidad de San Miguel de Aguayo, en Cantabria.

El marquesado de San Miguel de Aguayo es un título nobiliario español otorgado el 30 de marzo de 1682 por el rey Carlos II a favor de Agustín de Echeverz y Subiza.
El primer marqués era vizconde de Santa Olaya, señor de los Palacios de Esparza y Zariquiegui en Navarra, caballero de la Orden de Santiago, gobernador y capitán general del Nuevo Reino de León, alguacil mayor perpetuo del Reino de Navarra.
La denominación del título hace referencia al señorío jurisdiccional de San Miguel de Aguayo, en Castilla la Vieja, Montañas de Burgos, actual municipio homónimo de Cantabria.
El título fue Rehabilitado en 1884 a favor de Luis Díez de Ulzurrun y López de Ceráin, marqués de Colomo, caballero de la Orden de Malta. 
El actual titular, desde 2016, es Ramón de la Plaza y Bringas Diez de Ulzurrun y Andújar, XII marqués de San Miguel de Aguayo.

## Armas
Las armas del I Marqués de San Miguel de Aguayo según se recoge en el Armorial navarro. Apellidos con escudos de armas de Vicente Aoiz de Zuza son:
«Trae de oro un soutur de gules cargado de una estrella de oro».
Según informa el historiador Juan José Martinena Ruiz, «el escudo estaba en su casa de la Calle Mayor, número 65». En 1905, Ricardo Ortega Pérez-Gallardo lo recoge en el tomo III de su obra Historia genealógica de las familias más antiguas de México, y otro tanto, siguiendo a este último, hace Vito Alessio Robles.
Otra descripción posterior lo describe como: «En campo de azur, un aspa, de oro, y en jefe una estrella, de ocho puntas, del mismo metal.»

## Marqueses de San Miguel de Aguayo

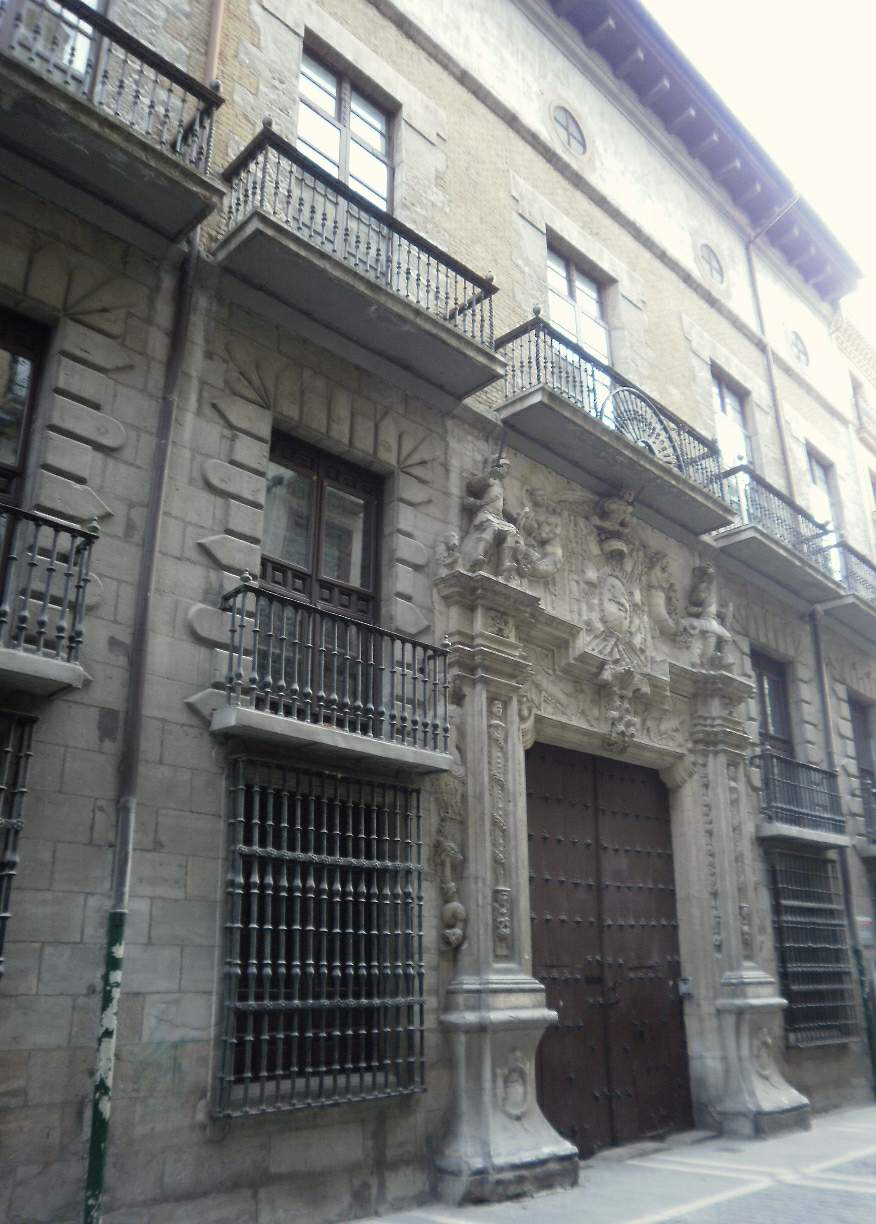
El Palacio de los Marqueses de San Miguel de Aguayo también conocido como Palacio Ezpeleta, durante mucho tiempo.

|                                             | Titular                                                | Periodo                             |
| Creado en 1682 por el rey Carlos II         | Creado en 1682 por el rey Carlos II                    | Creado en 1682 por el rey Carlos II |
| ------------------------------------------- | ------------------------------------------------------ | ----------------------------------- |
| I                                           | Agustín de Echeverz Subiza y Espinal                   | 1682-1699                           |
| II                                          | Ignacia Javiera de Echeverz y Subiza                   | 1699-1733                           |
| III                                         | María Josefa de Azlor y de Echeverz                    | 1733-1776                           |
| IV                                          | Pedro Ignacio Valdivieso y de Azlor-Echeverz           | 1776-1820                           |
| V                                           | José María de Valdivieso y Vidal de Lorca              | 1820-1836                           |
| Rehabilitado en 1884 por el rey Alfonso XII |                                                        |                                     |
| VI                                          | Luis Diez de Ulzurrun y López de Cerain                | 1884-1901                           |
| VII                                         | Eduardo Diez de Ulzurrun y Alonso-Colmenares           | 1902-1928                           |
| VIII                                        | Luis Díez de Ulzurrun y Alonso-Colmenares              | 1928-1935                           |
| IX                                          | Luis Díez de Ulzurrun y de Alzugaray                   | 1935-1960                           |
| X                                           | Luis Felipe Díez de Ulzurrun y O'Shaugnessy            | 1963-2007                           |
| XI                                          | Luis de la Plaza y Díez de Ulzurrun                    | 2007-2016                           |
| XII                                         | Ramón de la Plaza y Bringas Díez de Ulzurrun y Andújar | 2016-actualidad                     |

## Historia de los marqueses de San Miguel de Aguayo
- Agustín de Echeverz Subiza y Espinal (Asiáin, 1646-Pamplona, 1699), I marqués de San Miguel de Aguayo, vizconde de Santa Olaya, señor de los Palacios de Esparza y Zariquiegui en Navarra, caballero de la Orden de Santiago, gobernador y Capitán general del Nuevo Reino de León, Alguacil Mayor perpetuo del Reino de Navarra y alcalde de Pamplona. Hijo de Pedro de Echeverz y Toro Espinal y de Isabel de Subiza y Bernedo, Señores de Esparza y Zariquiegui.

Descendiente de la casa de Echeberz o Echeverz, de Asiáin, Navarra.
1. Casó en 1667 con Francisca de Valdés y Alcega, Rejano y Urdiñola. Bisnieta de Francisco de Urdíñola y Larrumbide, conquistador de Nueva Vizcaya 1572 (México) y propietario del mayor latifundio de la Nueva España.

Le sucedió su hija:
- Ignacia Javiera de Echeverz y Subiza (1673-1733), II marquesa de San Miguel de Aguayo.

1. Casó con José de Azlor y Virto de Vera (n. Huesca, 1672 - San Francisco de los Patos, 1734),[10] hijo del Conde de Guara, Gentilhombre de S.M., y Mariscal de Campo. Gobernador y capitán general de Coahuila y Texas.[11][12]

De cuyo matrimonio nacieron dos hijas: María Josefa (que sigue), y María Ignacia de Azlor y de Echeverz, monja en Tudela y luego en México, donde fundó el Convento de Nuestra Señora del Pilar y colegio de la Enseñanza en Ciudad de México.
Le sucedió su hija:
- María Josefa de Azlor y de Echeverz (1707-1776), III marquesa de San Miguel de Aguayo.

1. Casó con Francisco Valdivieso (o Valdivielso) y Mier, I conde de San Pedro del Álamo.

De cuyo matrimonio nacieron, al menos, dos hijos:
1. José Francisco, primogénito, II conde de San Pedro del Álamo.
2. Pedro Ignacio, quien heredó el título de Marqués.

Le sucedió su segundo hijo:
- Pedro Ignacio Valdivieso y de Azlor-Echeverz (1744-1820), IV marqués de San Miguel de Aguayo, Gentilhombre de S.M.

1. Casó en primeras nupcias con Ana de Basarte y Aiza.
2. Casó en segundas nupcias con Gertrudis Sánchez de Tagle, hija de la segunda marquesa de Altamira.
3. Casó en terceras nupcias con Ana-Gertrudis Vidal de Lorca y Martínez de Pinzón.

Le sucedió su hijo:
- José María de Valdivieso y Vidal de Lorca (1787-1836), V marqués de San Miguel de Aguayo. Caballero Maestrante de Ronda.

Fue uno de los signatarios de la Independencia de México en 1821.  Mayordomo Mayor de Agustín de Iturbide.
1. Casó en primeras nupcias, en 1807, con María Teresa de Lagaurrieta.
2. Casó en segundas nupcias, en 1812, con Antonia de Villar-Villamil y Rodríguez de Velasco.

Rehabilitado en 1884 a favor de: (con carácter agnaticio, varonía)
- Luis Diez de Ulzurrun y López de Cerain (1826-1901), VI marqués de San Miguel de Aguayo. Senador del Reino, caballero de la Orden de Malta.

Hijo de Ramón Diez de Ulzurrun e Ibañez de Eraso y de Rita López de Cerain y Martínez de Alava. Y cuarto nieto, por vía de su abuela paterna Mª Teresa Ibañez de Eraso y de Eraso, de Francisca de Echeverz y Subiza.
1. Casó con Eladia Alonso-Colmenares y Morales de Setién. Marquesa de Colomo. Hija de Eduardo de Alonso-Colmenares y Ruiz de Conejares, Intendente General de Cuba, Ministro de Justicia y Presidente del Tribunal Supremo y de Mª Ignacia Morales de Setién y Ramírez de Arellano. Marquesa de Colomo y de Fuenmora.

Tuvieron por hijos a:
1.Eduardo Diez de Ulzurrun y Alonso-Colmenares, VII Marqués de San Miguel de Aguayo.
2.Luis Diez de Ulzurrun y Alonso-Colmenares, VIII Marqués de San Miguel de Aguayo, casado con Mª Nieves Ricarda de Alzugaray y Lapeyra.
3.María Diez de Ulzurrun y Alonso-Colmenares, Marquesa de Montesclaros y Santa Rosa de Lima, Condesa de Casa Angulo y Marquesa de Ulzurrun, casada con Pablo Ruíz de Gámiz y Zulueta.
4.Rita Diez de Ulzurrun y Alonso-Colmenares, casada con Rafael Gasset y Chinchilla, Ministro de Agricultura y Obras Públicas.
5.Ramón Diez de Ulzurrun y Alonso-Colmenares, casado con Leonor de Arana y Victoria de Lecea.
6.Mª Dolores Diez de Ulzurrun y Alonso-Colmenares, Marquesa de Colomo, Casada con Francisco Ussía y Cubas, Marqués de Aldama. Padres de Mª Pilar Ussía y Díez de Ulzurrun, Marquesa de Aldama y Marquesa de Colomo, casada con José Mª Castillejo y Wall, V Conde de Floridablanca.
Le sucedió, en 1902, su hijo:
- Eduardo Diez de Ulzurrun y Alonso-Colmenares, VII marqués de San Miguel de Aguayo, caballero de la Orden de Calatrava, diputado a Cortes, caballero Gran Cruz de Isabel la Católica.

Nació en Corella (Navarra), estudió en Madrid y luego en La Habana. Propietario en Cuba del Ingenio azucarero "Manatí Sugar Company".
1. Casó con María Hortensia del Carmen del Monte y Varona.

Sin descendencia.
Le sucedió su hermano:
- Luis Diez de Ulzurrun y Alonso-Colmenares (†1937), VIII marqués de San Miguel de Aguayo.

1. Casó con Mª Nieves Ricarda de Alzugaray y Lapeyra.

Le sucedió, en 1935, por cesión inter vivos, su hijo:
- Luis Diez de Ulzurrun y de Alzugaray (†1960), IX marqués de San Miguel de Aguayo.

1. Casó con María Patricia de O’Shaugnessy y Coroalles.

Le sucedió, en 1963, su hijo:
- Luis Felipe Diez de Ulzurrun y O'Shaugnessy, X marqués de San Miguel de Aguayo. Sin descendencia.

Le sucedió en 2007, su primo (hijo de Carmen Díez de Ulzurrun y de Alzugaray, hermana del IX marqués, y de Felipe de la Plaza, General de Artillería).
- Luis de la Plaza y Diez de Ulzurrun (n.1935), XI marqués de San Miguel de Aguayo, General de División (Artillería).

1. Casó en 1959 con María Teresa Bringas y Andújar. Hija de Ramón Bringas y Picaza y de Mª Teresa Andújar y Espino.

Le sucedió en 2016, por cesión, su hijo Ramón.
- Ramón de la Plaza y Bringas Diez de Ulzurrun y Andújar,  XII marqués de San Miguel de Aguayo.[16]

1. Casó en 1991 con Marta Gil de Santivañes y de la Mora.

De cuyo matrimonio nacieron tres hijos: Casilda, Ramón y Jaime de la Plaza y Gil de Santivañes.
Actual titular.